# Susan R. Weiss
Susan R. Weiss ist eine US-amerikanische Virologin an der University of Pennsylvania. Sie gilt als Expertin für Coronaviren (Coronaviridae).

## Leben und Wirken
Weiss erwarb 1971 an der Brandeis University einen Bachelor in Biologie und 1975 bei Michael A. Bratt an der Harvard Medical School einen Ph.D. in Mikrobiologie und Molekulargenetik. Als Postdoktorandin arbeitete sie von 1976 bis 1980 bei John Michael Bishop an der University of California, San Francisco (UCSF). 1980 ging sie an die Perelman School of Medicine der University of Pennsylvania. Hier hat sie (Stand 2025) eine Professur für Mikrobiologie inne, ist stellvertretende Leiterin (Chair) der Abteilung für Mikrobiologie und Co-Direktorin des Penn Center for Research on Coronaviruses and Other Emerging Pathogens. Sabbaticals führten Weiss 1994/95 zu Robert Fletterick an die UCSF und 2019 zu Juan Carlos de la Torre an das Scripps Research Institute.
Susan Weiss und Mitarbeiter befassen sich mit der Pathogenese von Coronaviren bei Maus und Mensch, insbesondere des Murinen Coronavirus (MHV), des MERS-CoV und des SARS-CoV-2. MHV-Infektionen bei Mäusen dienen als Modellsystem zur Untersuchung viraler Entzündungen des Gehirns, chronischer demyelinisierender Erkrankungen wie Multipler Sklerose, sowie virusinduzierter Hepatitis und schwerer akuter Atemwegserkrankungen. Weiss und Mitarbeiter stützen sich auf das etablierte Tiermodell der Maus und auf molekularbiologische Methoden, mit denen sich das Genom eines Virus gezielt verändern lässt. Menschliche Coronaviren stehen im Fokus, darunter die hochpathogenen MERS-CoV und SARS-CoV-2 sowie die weit verbreiteten Erkältungsviren OC43, 229E und NL63. Analysen erfolgen sowohl in immortalisierten Zelllinien als auch in Gewebekulturen oder kultivierten Zellen der Nasenschleimhaut. Ein zentrales Thema der Forschung ist die Frage, wie Coronaviren die angeborene Immunabwehr des Wirts unterdrücken. Weitere Schwerpunkte liegen auf der Untersuchung des OAS-RNase-L-Signalwegs in menschlichen und tierischen Zellen, der Rolle körpereigener doppelsträngiger RNA (dsRNA) bei Krankheitsprozessen sowie der Pathogenese von Zika- und anderen Flaviviren.
Weiss hat laut Google Scholar einen h-Index von 79, laut Datenbank Scopus einen von 63 (jeweils Stand Juli 2025). Seit 2023 ist sie Mitglied der National Academy of Sciences, seit 2025 Mitglied der American Academy of Arts and Sciences. Sie ist Fellow der American Academy of Microbiology und der American Association for the Advancement of Science.